# Noshad Alamian
Noshad Alamian Darounkolaei (Perzisch: نوشاد عالمیان درونكلایی; Babol, Mazandaran, 21 november 1991) is een Iraans professioneel tafeltennisser. Zijn naam wordt ook wel geschreven als Noshad Alamiyan. Hij speelt linkshandig met de shakehandgreep.
Hij vertegenwoordigde zijn land tweemaal, op de Olympische Zomerspelen 2012 en 2016.
Zijn jongere broer Nima Alamian speelt ook tafeltennis op hoog niveau.